# Eerste Carlistenoorlog

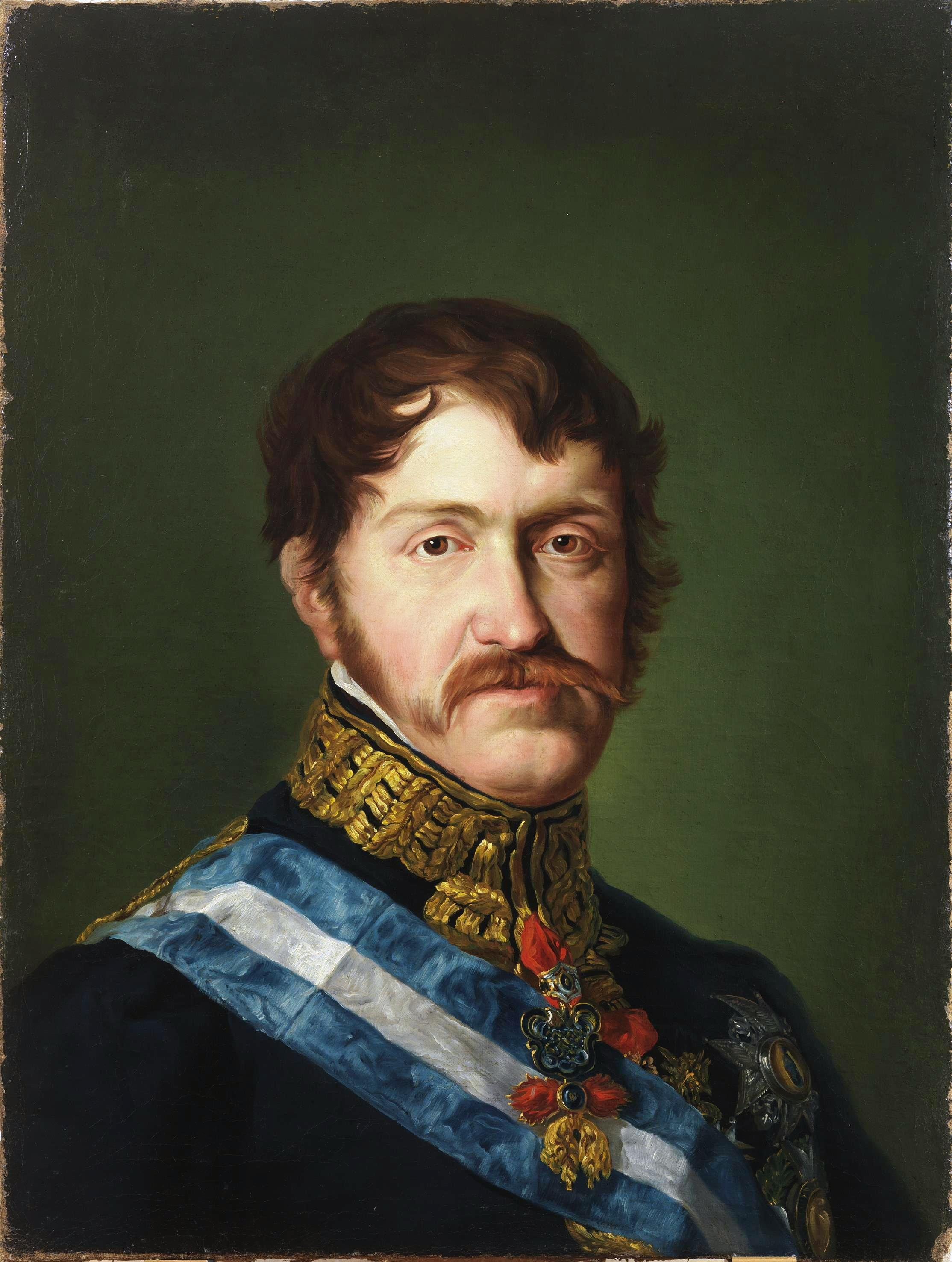
Don Carlos (V)

De Eerste Carlistenoorlog was een burgeroorlog in Spanje die van 1833 tot en met 1839 duurde.

## Aanloop naar de Eerste Carlistenoorlog

### De Pragmatieke Sanctie
In het begin van de 18de eeuw voerde de Spaanse koning Filips V de Salische Wet in. Dit deed hij om de Habsburgers van de Spaanse troon weg te houden. Een eeuw later had koning Ferdinand VII geen mannelijke nakomelingen, maar wel twee dochters; Isabella (de latere Isabella II) (grootmoeder van de latere koning Alfons XIII van Spanje) en Louise Ferdinanda. Vanwege deze toestand voerde hij een Pragmatieke Sanctie door, waarbij de Salische Wet werd afgeschaft.
Zonder deze Pragmatieke Sanctie zou Carlos, broer van Ferdinand VII, de volgende in lijn zijn voor de troon. Carlos probeerde, met steun van zijn medestanders (zoals de minister van Justitie Francisco Tadeo Calomarde), Ferdinand VII over te halen om deze Pragmatieke Sanctie in te trekken. Maar de zieke Ferdinand VII weigerde van gedachten te veranderen en stierf op 29 september 1833, waarna Isabella koningin werd. Aangezien ze nog een kind van drie jaar was, werd haar moeder (Maria Christina van Bourbon-Sicilië) regentes.

### De liberalen en de absolutisten
In het begin van de 19de eeuw was de Spaanse politieke situatie zeer problematisch. Tijdens de Spaanse Onafhankelijkheidsoorlog tegen Napoleon I kwam de Cortes in 1812 samen in Cádiz en stelde daar de eerste Spaanse grondwet op. Op dat moment was het de meest moderne en liberale in de wereld. Na de oorlog, toen Ferdinand VII terugkwam naar Spanje, werd deze grondwet opgeheven door de koning door middel van het Manifest van Valencia. Hierdoor werd Ferdinand VII een absoluut vorst die regeerde bij decreet. Hij voerde ook de Spaanse Inquisitie weer in, die eerder door Jozef Bonaparte was afgeschaft. Tegen het einde van zijn leven deed Ferdinand VII echter meerdere concessies aan de liberalen, waarbij de laatsten de hoop kregen van een meer liberaal regime.
Er was echter een sterke absolutistische partij die haar posities en macht niet wilde verliezen. De leden wisten dat Maria Christina en Isabella liberale hervormingen wilden doorvoeren en zochten naar een andere kandidaat voor de troon. Hun logische keuze, met de Pragmatieke Sanctie in het achterhoofd, was dan ook Carlos.

### De Basken
Ondertussen was er een beweging ontstaan om de Baskische Fueros (een geheel van privileges) te ondergraven en de douanegrens aan de Pyreneeën te leggen. Sinds de 18de eeuw had een nieuwe opkomende klasse aan het Spaanse hof belang bij het verzwakken de invloed van de Baskische adel op de handel. Deze nieuwe hovelingen steunden andere grote machten tegen de Basken. Dit op z'n laatst sinds het afschaffen van de Jezuïetenorde en het Godoy-regime.
Eerst sloten zij zich aan bij de Franse Bourbons om de jezuïeten (waarmee de Basken hun handel vergrootten) te onderdrukken. Daarna sloot Godoy zich aan bij de Britten tegen de Basken in de Conventie Oorlog en direct daarna opnieuw met de Fransen, deze keer onder Napoleon, ook deze keer tegen de Basken. De Britse strategie was om zo lang mogelijk de Spaanse handelsroutes en macht te blokkeren. De Spaanse handelsroutes gingen vooral langs Baskische havens, handelsvloot en bedrijven.

### Andere deelnemers
De Kerk koos officieel geen kant, maar vele priesters steunden Carlos. De inwoners van de Baskische provincies en Navarra kozen de kant van Carlos vanwege het traditionalisme en het historisch respect voor de katholieke Kerk. Ook had de clerus in de Baskische gebieden traditioneel een zeer sterke invloed, wat de aanhang van Carlos alleen maar vergrootte. Ideologisch gezien stond Carlos dan ook dicht bij hen.
Ondertussen zagen de inwoners van Catalonië en Aragón de kans om hun privileges te herwinnen. Deze waren ze kwijtgeraakt na de Spaanse Successieoorlog waaruit Filips V als overwinnaar kwam. Carlos heeft echter nooit gesproken over het herstel van deze rechten.
Aan de andere kant verenigden liberalen en gematigden zich om de hervormingen van Isabella en Maria Christina te verdedigen. Zij beheersten de staatsinstellingen, bijna het hele leger en de steden. De carlisten stonden sterker op het platteland. De liberalen hadden de financiële steun van Groot-Brittannië, Frankrijk en Portugal. De Britten stuurden ook het Westminster Legion onder het bevel van generaal Lacy Evans en de Portugezen stuurden zelfs een deel van hun regulier leger, onder het bevel van generaal Baron Das Antas, om de liberale hervormingen te steunen. De liberalen waren in theorie sterk genoeg om de oorlog binnen twee maanden te winnen, maar werden gehinderd door een inefficiënte overheid en de grote mate van verspreiding van de carlisten. Dit gaf Carlos genoeg tijd om zijn troepen te consolideren en het bijna zeven jaar uit te houden in de noordelijke en oostelijke provincies.

## De oorlog in het noorden
De oorlog was lang en soms wreed. De carlisten behaalden belangrijke overwinningen in het noorden, waar ze geleid werden door de briljante generaal Tomás de Zumalacárregui. Tegen zijn adviseurs in besloot Carlos om Bilbao aan te vallen, dat verdedigd werd door de Britse vloot. Carlos dacht dat als een belangrijke stad als Bilbao in zijn handen viel, de Pruisische of Russische tsaristische banken hem geld zouden geven om de oorlog te winnen. Geld was immers een van de grote problemen van Carlos. De grote Europese machten steunden namelijk de legers van Isabella.
Tijdens het beleg werd generaal Tomás de Zumalacárregui geraakt door een verdwaalde kogel. De wond was niet ernstig, maar genas niet goed en uiteindelijk stierf de generaal op 25 juni 1835. In het oosten slaagde de carlistische generaal Ramón Cabrera erin het initiatief te behouden, maar zijn manschappen waren te klein in aantal om een beslissende overwinning te behalen.
In 1837 begonnen de carlisten met een offensief dat de naam Koninklijke Expeditie kreeg. Ze slaagden erin om aan de poorten van Madrid te komen, maar moesten toen terugtrekken.

## Het einde van de oorlog
Na de dood van Tomás de Zumalacárregui slaagden de liberalen er in om langzaam aan het initiatief in de oorlog over te nemen. Zij waren echter niet in staat om de oorlog te winnen tot in 1839. De oorlog eindigde met de Abrazo de Vergara (de omhelzing in Vergara) op 31 augustus 1839 tussen de liberale generaal Baldomero Espartero, hertog van Luchana en de carlistische generaal Rafael Maroto.
De carlistische generaal Ramón Cabrera vocht nog een tijd verder in het oosten, maar hij stond alleen en werd uiteindelijk gedwongen om naar Frankrijk te vluchten. Carbrera werd echter beschouwd als een held en keerde terug in de Derde Carlistenoorlog.